# Мере-ог-Ромсдал
Мере-ог-Ромсдал (норв. Møre og Romsdal) — один із норвезьких фюльке (районів). Розташований у північній частині району Вестланн (Західна Норвегія) на узбережжі Атлантики. Адміністративний центр — місто Молде. Найбільші міста — Молде, Крістіансунн, Ондалснес і Олесунн.
Межує з фюльке Сер-Тренделаг, Согн-ог-Ф'юране, Оппланн.

## Адміністративно-територіальний поділ

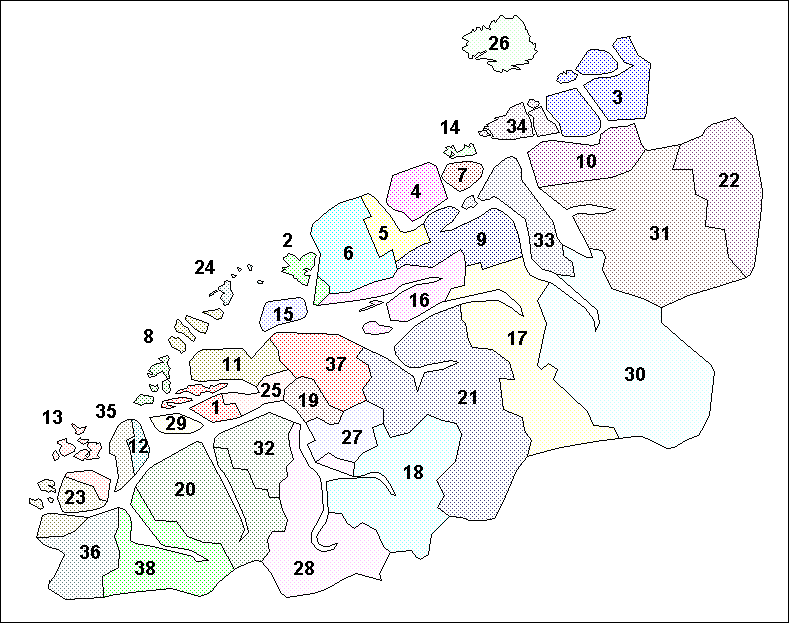
Комуни Мере-ог-Ромсдал

Мере-ог-Ромсдал поділяється на 36 комун:
1. Олесунн
2. Еукра
3. Еуре
4. Аверей
5. Ейде
6. Френа
7. Фрей (1 січня 2008 об'єднана з Крістіансун)
8. Їске
9. Емнес
10. Галса
11. Гарам
12. Гарейд
13. Герей
14. Крістіансунн
15. Мідсун
16. Молде
17. Нессет
18. Нурдал
19. Ерскуг
20. Ерста
21. Реума
22. Риндал
23. Санне
24. Санней
25. Скодьє
26. Смела
27. Стурдал
28. Странда
29. Сула
30. Сунндал
31. Сурнадал
32. Сюкюльвен
33. Тінгвол
34. Тустна (1 січня 2008 об'єднана з Еуре)
35. Ульстейн
36. Ванюльвен
37. Вестнес
38. Волда